# Kepler-168c
Kepler-168c es uno de los dos planetas extrasolares que orbitan la estrella Kepler-168. Fue descubierta por el método de tránsito astronómico en el año 2014. 